# Nörd-Gräsandträsket
Nörd-Gräsandträsket är en sjö i Skellefteå kommun i Västerbotten och ingår i Byskeälvens huvudavrinningsområde. Sjön har en area på 0,183 kvadratkilometer och ligger 307,9 meter över havet. Nörd-Gräsandträsket ligger i Byskeälven Natura 2000-område.

## Delavrinningsområde
Nörd-Gräsandträsket ingår i det delavrinningsområde (725069-168802) som SMHI kallar för Utloppet av Sör-Gräsandträsket. Medelhöjden är 312 meter över havet och ytan är 3,68 kvadratkilometer. Det finns inga avrinningsområden uppströms utan avrinningsområdet är högsta punkten. Vattendraget som avvattnar avrinningsområdet har biflödesordning 3, vilket innebär att vattnet flödar genom totalt 3 vattendrag innan det når havet efter 103 kilometer. Avrinningsområdet består mestadels av skog (47 procent) och sankmarker (34 procent). Avrinningsområdet har 0,73 kvadratkilometer vattenytor vilket ger det en sjöprocent på 19,7 procent.